# Alabel
Alabel là một đô thị hạng 1 ở tỉnh Sarangani, Philippines. Đây là thủ phủ của Sarangani, gần thành phố cảng General Santos  Lưu trữ ngày 20 tháng 10 năm 2017 tại Wayback Machine, dân số theo điều tra năm 2007 là 71.872 người.
Alabel có nền kinh tế chủ yếu là nông nghiệp với sản phẩm cơm dừa khô, ngoài ra còn có ngô, mía đường, chuối, cá.

## Barangay
Alabel được chia thành 12 barangay.
- Alegria
- Bagacay
- Baluntay
- Datal Anggas
- Domolok
- Kawas
- Maribulan
- Pag-Asa
- Paraiso
- Poblacion (Alabel)
- Spring
- Tokawal